# وينديل يونغ
وينديل يونغ هو لاعب هوكي الجليد كندي، ولد في 1 أغسطس 1963 في هاليفاكس في كندا.

## وصلات خارجية
- وينديل يونغ على موقع دوري الهوكي الوطني (الإنجليزية)
- وينديل يونغ على موقع قاعة مشاهير الهوكي (لاعب أن.إتش.أل) (الإنجليزية)
- وينديل يونغ على موقع EliteProspects.com (الإنجليزية)
- وينديل يونغ على موقع Eurohockey.com (الإنجليزية)
- وينديل يونغ على موقع HockeyDB.com (الإنجليزية)
- وينديل يونغ على موقع Hockey-Reference.com (الإنجليزية)